# Црквени хор „Бранко” Лесковац
Лесковачко црквено - певачка дружина Бранко основана је 1887. године у Лесковцу и добила је име по чувеном песнику Бранку Радичевићу.

## Оснивање и почетак рада
Лесковац је након ослобођења од Турака и даље личио на турску касабу у којој су највише грађевине биле џамије и понека двоспратна кућа лесковачких чорбаџија. Када је црква била нижа од свих турских кућа и када су жеље биле да се побољша рад основне школе и да се евентуално отвори гимназија, родила се идеја да се оснује певачка дружина. 2. новембра 1886.године већ је одржан први састанак за тај циљ. Милутин Татић, наставник Лесковачке гимназије примио се за првог хоровођу, а Милош Милојевић, директор гимназије уступио је једну собу у гимназијској згради за вежбање пeвача. И то је била прва културна установа у Лескову после његовог ослобођења. Први чланови тог певачког друштва били су: Алекса Ђорђевић, учитељ; Васа Станковић и Димитрије Красић, срески практиканти; Димитрије Биричић, пчелар; Ђура Бранковић, гимназијски наставник, Јован Јовановић, шеф станице; Љуба Ненадовић, шеф поште; Љуба Адамовић, судски писар; Петар Јовановић, учитељ; Светозар Кушић, учитељ; Тоша Спалајковић, порески назорник и Цветко Петковић, наставник гимназије.
Дакле све сама овдашња елита ступила ја у ову дружину. И већ 24.новембра, дружина је певала Корнелијеву литургију у цркви а уочи нове године приредила забаву са песмама: Химна од Јенка, Хоршева, Тихо ноћи и Глух севају попља.
14.јануара 1887.године потврђена су правила дружине код власти под називом Бранко. И одатле настаје један рад пун великих напора и плодних резултата. За 130. година рада прошле су све генерације Лесковачке и нема скоро тога Лесковчанина од старијих генерација који није прошао кроз певачку дружину Бранко. Она је била права уметничка школа јер је било времена када је имала првокласне хоровође.

## Историјат
Г. Станислав Бинички је 1895.год. мушки хор допунио мешовитим те од тог времена „Бранко стално пева са мешовитим хором. Ако је кад год дружина прекидала рад, она је морала то учинити само онда кад моментално није пратила у томе што је имала увек добре управе и вођства. Један од еминентних и најзаслужнијих председника, који је био за једну деценију година и душа и срце дружине све до своје смрти, то је био Тоша Наумовић, судија.
Године 1906. дружина добија дародавца и кума заставе Косту Илића „Мумџију“, индустријалца, а године 1907. већ прославља двадесетопетогодишњицу свога рада. 
Године 1911. под хоровођством г.Стеве Живковића, професора „Бранко“ узима учешће на сплету свих певачких друштава у Београду са две тачке и као трећи по рангу буде одликован орденом Светога Саве петог степена.
Тако је дочекао и ратове. За време ратова а нарочито за време Бугарске окупације и за „Бранка“ су били црни дани као и за све Лесковчане. На његову заставу су се нарочито били окомили Бугари, коју су под својим сламњачама и по цену живота криле жене: Јулка Живковић, Марија Трајка Рајковића и Вукосава Доре Стојановића. Али је ипак за то време „Бранко“ поред свих мука и невоља одиграо једну такву културну улогу која је чинила част не само њему него и самом Лесковцу. Бугари су се сетили да треба и они да буду културни људи, па довели хоровођу из Софије и позвали заостале живе чланове „Бранка“ да певају у цркви на литургији. И то је много допринело да они ублаже свој тон држања према Лесковчанима.
Ниједна свечаност или забава у граду није могла да прође без учешћа хора Бранко. Након Првог светског рата настала је нова етапа, али и нови напори. Уништено је било све па и архива „Бранкова“. Морало је све изнова да се ствара. А највећа је оскудица била у хоровођама. У тој невољи наиђу, бежећи испред октобарске револуције Руси избеглице као поручени међу којима се нашло стручних музичара који су попунили ту празнину, те су се скоро све време рада после рата хоровође од којих се највише задржао у „Бранку“ г.Иван Татаркин. 
Тек је од 1935. године добила дружина домаћега човека за хоровођу г. Трајка Прокопијевића, који је уложио много труда да уведе наш ред и наш начин певања у цркви а тако и у свом хорском певању. Резултат овога рада његовог осетио се већ три концерта које је он са „Бранком“ приредио са врло великим успехом. На други дан Духова 1936. године „Бранко“ је уз учешће певечких дружина које су дошле са стане прославио своју педесетогодишњицу и дао пример младим нараштајима да културну њиву није лако уређивати, али кад се обради добар плод донесе. У току и након Другог светског рата хор није функционисао, тек је седамдесетих година двадесетог века његов рад обновио прота Тодор Стојименовић. Иако није завршио музичку академију, прота Тоша обдарен изузетним гласовним способностима дириговао је хором као прави професионалац. Деведесетих година прошлог века диригентску палицу преузео је његов млађи колега Славиша Станојевић. Од 2000-те године хор воде професионалне хоровође који углавном раде у музичкој школи у Лесковцу, те управо преко музичке школе састав хора подмлађен.

## Хоровође
- Милутин Татић
- Милан Мајзнер
- Мирко Поповић
- Станислав Бинички
- Коста Јанковић
- Стева Живковић
- Иван Татаркин
- Трајко Прокопијевић
- протојереј Тодор Стојименовић
- јереј Славиша Станојевић
- Валентина Петровић
- Срђан Стојиљковић
- Весна Златановић
- Мирољуб Цветковић

## Дечији хор
Дечији црквени хор Бранко заузима значајно место у музичком животу, не само Лесковца већ и Србије,као један од ретких на овим просторима тог типа. Основан је 11.новембра 2012. године са циљем да промовише и чува духовну па и световну музику ових простора како у земљи тако и иностранству.
Репертоар хора се заснива на дечијој хорској музици.Активан је учесник у црквеним обредима али и на разноврсним прославама и свечаностима града.
Хор води наставник Синиша Стаменковић уз несебичну помоћ професора Јелене Лазаревић.
Почевши од 13.11.2012.г. закључно са 23.6.2013.г.дечија црквено-певачка дружина“Бранко“је имала 68 проба.Од почетка,па све до 26.11.2012.г.пробе води Синиша Стаменковић када,на иницијативу поменутог хоровође и одлуку управног одбора хора,за асистента долази Јелена Лазаревић проф.музичке уметности. Од тада се пробе воде одвојено по гласовима сопран,алт(прва група певача).Током више година рада хор тренутно (2019) има четири гласа- сопран, алт, тенор и бас. Хор поседује,поред прве групе певача која се чешће ангажује на наступимаи литургијама,и групу певача који слушају пробе прве групе и имају своје засебне пробе, које води проф.Јелена Лазаревић.Периодично су обе групе певача преслушаване од стране оба наставника и вођена евиденција о развоју певачког апарата сваког детета.Повремено пред наступе,на пробама и на самим наступима је за корепетитора ангажован проф.клавира Александар Јанковић. На "Хор фесту" 2019, у Ваљеву, хор је освојио прво место у категорији духовна музика са 91,75 поена. Сада хор броји више од 40 певача.  

## Галерија
- Концерт Црквеног хора Бранко из 2012. године
- Успомена са крсне славе Спасовдан
- Духовна академија